# 根木昭 (眼科医学者)
根木 昭（ねぎ あきら、1951年3月20日 - ）は、日本の眼科医学者。日本眼科学会理事長。神戸大学医学研究科長を経て神戸大学理事、副学長。

## 経歴
- 1951年 - 兵庫県生まれ。
- 1969年 - 淳心学院高校卒業
- 1975年 - 京都大学医学部卒業。眼科学教室。
- 1980年 - スタンフォード大学研究員、京都大学助手
- 1993年 - 京都大学医学部助教授
- 1994年 - 熊本大学医学部教授
- 2000年 - 神戸大学医学部教授
- 2011年 - 神戸大学医学研究科長、日本眼科学会理事長
- 2013年 - 神戸大学理事、副学長